# Џермејн Џинас
Џермејн Ентони Џинас (енгл. Jermaine Anthony Jenas; Нотингем, 18. фебруар 1983) бивши је енглески фудбалер. Играо је на позицији везног играча.

## Клупска каријера
Каријеру је започео у омладинској школи Нотингем Фореста за који је играо и једну професионалну сезону. 2002. године је потписао за Њукасл јунајтед за пет милиона фунти што је у то време био други најплаћенији трансфер тинејџера након Робија Кина.
Највећи део своје каријере провео је у Тотенхему за који је одиграо 202 уктамице и постигао 26 голова у свим такмичењима. Након сезоне 2010/11. слабије је играо због подласка на позајмице и операција због повреде.
Последњег дана јануарског прелазног рока 2013. године потписао је уговор са Квинс Парк рејнџерсима где је и завршио каријеру због повреде лигамената.

## Репрезентативна каријера
За репрезентацију Енглеске дебитовао је 12. фебруара 2003. против Аустралије. Био је у саставу репрезентације за Светско првенство 2006, али није играо ниједан меч.
Укупно је постигао један погодак на 21 утакмици.

## Статистика каријере

### Клупска
| Клуб                        | Сезона            | Лига              | Лига     | Лига   | ФА куп   | ФА куп | Лига куп | Лига куп | Европа   | Европа | Укупно   | Укупно |
| Клуб                        | Сезона            | Дивизија          | Утакмице | Голови | Утакмице | Голови | Утакмице | Голови   | Утакмице | Голови | Утакмице | Голови |
| --------------------------- | ----------------- | ----------------- | -------- | ------ | -------- | ------ | -------- | -------- | -------- | ------ | -------- | ------ |
| Нотингем Форест             | 2000/01.          | Прва дивизија     | 1        | 0      | 1        | 0      | 0        | 0        | —        | —      | 2        | 0      |
| Нотингем Форест             | 2001/02.          | Прва дивизија     | 28       | 4      | 1        | 0      | 2        | 0        | —        | —      | 31       | 4      |
| Нотингем Форест             | Укупно            | Укупно            | 29       | 4      | 2        | 0      | 2        | 0        | —        | —      | 33       | 4      |
| Њукасл јунајтед             | 2001/02.          | Премијер лига     | 12       | 0      | —        | —      | —        | —        | —        | —      | 12       | 0      |
| Њукасл јунајтед             | 2002/03.          | Премијер лига     | 32       | 6      | 1        | 1      | 0        | 0        | 8        | 0      | 41       | 7      |
| Њукасл јунајтед             | 2003/04.          | Премијер лига     | 31       | 2      | 2        | 0      | 1        | 0        | 12       | 1      | 46       | 3      |
| Њукасл јунајтед             | 2004/05.          | Премијер лига     | 31       | 1      | 4        | 0      | 2        | 1        | 11       | 0      | 48       | 2      |
| Њукасл јунајтед             | 2005/06.          | Премијер лига     | 4        | 0      | —        | —      | —        | —        | 1        | 0      | 5        | 0      |
| Њукасл јунајтед             | Укупно            | Укупно            | 110      | 9      | 7        | 1      | 3        | 1        | 32       | 1      | 152      | 12     |
| Тотенхем хотспер]           | 2005/06.          | Премијер лига     | 30       | 6      | 1        | 1      | 1        | 0        | —        | —      | 32       | 7      |
| Тотенхем хотспер]           | 2006/07.          | Премијер лига     | 25       | 6      | 2        | 1      | 1        | 0        | 6        | 1      | 34       | 8      |
| Тотенхем хотспер]           | 2007/08.          | Премијер лига     | 29       | 4      | 3        | 0      | 6        | 2        | 7        | 0      | 45       | 6      |
| Тотенхем хотспер]           | 2008/09.          | Премијер лига     | 32       | 4      | 0        | 0      | 3        | 0        | 4        | 0      | 39       | 4      |
| Тотенхем хотспер]           | 2009/10.          | Премијер лига     | 19       | 1      | 2        | 0      | 2        | 0        | —        | —      | 23       | 1      |
| Тотенхем хотспер]           | 2010/11.          | Премијер лига     | 19       | 0      | 1        | 0      | 0        | 0        | 8        | 0      | 28       | 0      |
| Тотенхем хотспер]           | 2011/12.          | Премијер лига     | 0        | 0      | 0        | 0      | 0        | 0        | 0        | 0      | 0        | 0      |
| Тотенхем хотспер]           | 2012/13.          | Премијер лига     | 1        | 0      | 0        | 0      | 0        | 0        | 0        | 0      | 1        | 0      |
| Тотенхем хотспер]           | Укупно            | Укупно            | 155      | 21     | 9        | 2      | 13       | 2        | 25       | 1      | 202      | 26     |
| Астон Вила (позајмица)      | 2011/12.          | Премијер лига     | 3        | 0      | —        | —      | —        | —        | —        | —      | 3        | 0      |
| Нотингем Форест (позајмица) | 2012/13.          | Чемпионшип        | 6        | 1      | —        | —      | —        | —        | —        | —      | 6        | 1      |
| Квинс Парк рејнџерси        | 2012/13.          | Премијер лига     | 12       | 2      | —        | —      | —        | —        | —        | —      | 12       | 2      |
| Квинс Парк рејнџерси        | 2013/14.          | Чемпионшип        | 26       | 2      | 0        | 0      | 2        | 0        | 0        | 0      | 28       | 2      |
| Квинс Парк рејнџерси        | Укупно            | Укупно            | 38       | 4      | 0        | 0      | 2        | 0        | 0        | 0      | 40       | 4      |
| Укупно у каријери           | Укупно у каријери | Укупно у каријери | 341      | 39     | 18       | 3      | 20       | 3        | 57       | 2      | 436      | 47     |

1. 1 2  Наступи у Лиги шампиона
2. ↑  Десет наступа и један гол у Купу УЕФА, два у Лиги шампиона
3. 1 2 3 4  Наступи у Купу УЕФА
4. ↑  Наступи у Интертото купу

### Репрезентативна
| Енглеска | Енглеска | Енглеска |
| Година   | Утакмице | Голови   |
| -------- | -------- | -------- |
| 2003     | 4        | 0        |
| 2004     | 5        | 0        |
| 2005     | 5        | 0        |
| 2006     | 1        | 0        |
| 2007     | 2        | 0        |
| 2008     | 3        | 1        |
| 2009     | 1        | 0        |
| Укупно   | 21       | 1        |

### Голови за репрезентацију
| #  | Датум            | Стадион                          | Утакмица | Противник  | Гол   | Резултат | Такмичење   |
| -- | ---------------- | -------------------------------- | -------- | ---------- | ----- | -------- | ----------- |
| 1. | 6. фебруар 2008. | Стадион Вембли, Лондон, Енглеска | 18       | Швајцарска | 1 : 0 | 2 : 1    | Пријатељска |

## Успеси

### Клупски
Тотенхем хотспер
- Лига куп: 2007/08.

Квинс парк рејнџерси
- Чемпионшип — доигравање: 2013/14.

### Индивидуални
- Млади играч године: 2002/03.